# Svartesjö (Rådene socken, Västergötland)
Svartesjö är en sjö i Skövde kommun i Västergötland och ingår i Göta älvs huvudavrinningsområde. Svartesjö ligger i Sydbillingens platå Natura 2000-område.